# Back in Black (песен)
Back in Black е шестата песен от едноименния албум на Ей Си/Ди Си, издаден през 1980 г. По-късно, две версии изпълнени на живо са включени в Live, Live: 2 CD Collector's Edition, както и в австралийското издание на Stiff Upper Lip. Кавъри на песента записват изпълнители като The Hives, Foo Fighters, Travis, а също и световноизвестната колумбийска певица Шакира. Написано в памет на починалия през февруари същата година вокалист Бон Скот, парчето жъне световни успехи, като достига до челните места в американските и британските музикални класации. Песента и е един път платинена.

## Състав
- Брайън Джонсън – вокали
- Ангъс Йънг – соло китара
- Малкълм Йънг – ритъм китара, беквокали
- Клиф Уилямс – бас китара, беквокали
- Фил Ръд – барабани

- Продуцент – Джон „Мът“ Ланг (John Mutt Lange)

## Списък с някои от версите на Back in Black
- 1980 AC/DC, оригиналната песен от албума Back in Black
- 1984 Beastie Boys, използвана без разрешение Rock Hard
- 1987 Boogie Down Productions, използвана без разрешение в Dope Beat
- 1996 The Recliners
- 1997 Refused, в The Demo Compilation
- 2001 Hayseed Dixie, в A Hillbilly Tribute to AC/DC
- 2003 Living Colour, в Collideøscope
- 2003 Back in Baroque... The String Tribute to AC/DC
- 2004 Шакира, в Live & Off the Record
- 2004 Six Feet Under, в Graveyard Classics 2
- 2005 Wing, в Wing sings AC/DC
- 2006 Robot Goes Here, в The Byte Is In My Blood
- 2006 Art Brut, използвана без разрешение във версията на песента Formed A Band записана на живо